# Раян Яслам
Раян Яслам (араб. ريان يسلم, нар. 23 листопада 1994) — еміратський футболіст, півзахисник клубу «Аль-Айн».

## Клубна кар'єра
Народився 23 листопада 1994 року. Вихованець «Аль-Айна». У дорослому футболі дебютував 2014 року виступами за цю ж команду, з якою в подальшому виграв ряд національних трофеїв, а 2018 року став фіналістом клубного чемпіонату світу.

## Виступи за збірну
17 грудня 2017 року дебютував у складі національної збірної ОАЕ в товариській грі з Іраком (1:0).

## Титули і досягнення
- Чемпіон ОАЕ (4):

«Аль-Айн»: 2012-13, 2014-15, 2017-18, 2021-22
- Володар Кубка Ліги ОАЕ (1):

«Аль-Айн»: 2021-22
- Володар Суперкубка ОАЕ (2):

«Аль-Айн»: 2012, 2015
- Володар Кубка Президента ОАЕ (2):

«Аль-Айн»: 2013-14, 2017-18